# Elsemar Pedro
Elsemar Pedro (4. travnja 1990.) je angolski rukometaš. Nastupa za angolski klub Primeiro de Agosto i angolsku reprezentaciju.
Natjecao se na Svjetskom prvenstvu u Danskoj i Njemačkoj 2019., gdje je reprezentacija Angole završila na 23. mjestu.